# Joyeux Noël
Joyeux Noël  (no Brasil e em Portugal Feliz Natal) é um filme franco, germano, britânico, belga e romeno de 2005, dos gêneros drama, romance e guerra, dirigido e roteirizado por Christian Carion, com música de Philippe Rombi.
A obra é uma ficção baseada no fato real de uma inusitada trégua ocorrida durante o primeiro ano da I Guerra Mundial quando os soldados beligerantes franceses, alemães e escoceses deixaram suas trincheiras em campos opostos e, juntos, confraternizaram o Natal.
Para o crítico Stephen Holden, do New York Times, o filme tem um sentimento elevado de bondade que, entretanto, parece funcionar como um desses cartões de boas-festas padrão que deseja "paz na Terra" — o que ele atribui ao fato de que os conflitos do terceiro milênio envolvam diferenças religiosas, ideológicas e econômicas ao contrário das que motivaram o conflito europeu do começo do século anterior. Para ele, ainda, os personagens principais são tão bons e estereotipados que dificilmente são percebidos como indivíduos: embora lutem com ferocidade, são pessoas boazinhas sob seus uniformes, homens civilizados que apenas cumprem ordens.

## Enredo
O filme retrata, de um lado, o padre escocês Palmer que, vendo dois dos jovens de sua aldeia partindo para a guerra, resolve acompanhá-los e logo se vê pregando no enterro de um deles; de outro na Ópera de Berlim a soprano dinamarquesa Anna Sørensen é interrompida no palco por soldados que anunciam ter a Alemanha entrado na guerra, e o tenor Nikolaus Sprink é convocado ao combate.
No front é mostrado Audebert, um tenente francês que segue amedrontado ao comando de sua tropa que avança contra os alemães que, de sua parte, estão sob as ordens do Tenente Horstmayer que, numa ironia com o que viria ocorrer com os judeus alemães na II Guerra, revela ser judeu; a soprano Anna, graças às suas ligações diretas com o Kaiser, obtém permissão para realizar um concerto aos soldados pelo Natal, junto a Nikolaus a quem, quando se encontram, pede que fuja com ela para um país neutro, proposta que ele recusa.
Os dois cantores então realizam seu recital (com as vozes de Natalie Dessay e Rolando Villazón) entoando a canção Noite Feliz (Stille Nacht), que é ouvida a poucos metros nas trincheiras inimigas pelos soldados franceses e escoceses que, tocando suas gaitas, acabam todos saindo de seus esconderijos, e sob acordo dos comandantes experimentam uma trégua em que tomam champanha, trocam presentes e mostram as fotografias de suas esposas e namoradas uns para os outros; o momento de paz entre os inimigos foi estendido ao dia de natal, quando realizam uma partida de futebol e por mais tempo ainda, até que os dois lados tenham tempo para enterrar seus mortos.
Como resultado de tal confraternização, em ambos as coalizões conflitantes os soldados sofrem severas punições pelo gesto inusitado; o final do filme mostra um bispo anglicano a pregar, deturpando o Evangelho ao afirmar que Deus está do lado deles.

## Elenco
- Diane Kruger ....... Anna Sørensen
- Benno Fürmann ....... Nikolaus Sprink
- Guillaume Canet ....... Audebert
- Gary Lewis ....... Palmer
- Dany Boon ....... Ponchel
- Daniel Brühl ....... Horstmayer
- Lucas Belvaux ....... Gueusselin
- Alex Ferns ....... Gordon
- Steven Robertson ....... Jonathan
- Frank Witter ....... Jörg
- Bernard Le Coq ....... o general
- Ian Richardson
- Thomas Schmauser
- Michel Serrault
- Suzanne Flon